# Česká federace aikidó
Česká federace aikidó (ČFAI) je nepolitická a nevýdělečná dobrovolná kulturně sportovní organizace s právní subjektivitou a sídlem působnosti v České republice. Na území ČR je nástupnickou organizací Československé Federace Aikido. Je uznaná celosvětovou organizací Aikikai.

## Doja ČFAI
ČFAI sdružuje 21 dojo:
1. SKP Aikido Benešov
2. Aikido Borovany
3. Aikido Boskovice
4. Aikidó Daigaku dódžó
5. Aikido klub Sei Shin
6. Aikido Domažlice
7. Aikido Makoto Dojo
8. Aikidó Hranice
9. Matsu Dojo Jaroměř
10. Aikido Krnov
11. Aikido Shizenshin dojo
12. Aikido Lysá nad Labem
13. Aikido AC Polná
14. Aikido Praha Vinohrady
15. Mushin Aikido Praha
16. Aikido Hostivař
17. Aikido Rožnov - Valašská domobrana
18. Aikido Staré Město
19. Aikido klub Třebíč
20. TJ LOKO Trutnov - oddíl Aikido
21. Aikido klub Ústí nad Labem

## Přidružení
ČFAI je uznána Aikikai Hombu Dojo Tokyo (Aikikai) 

## Technická komise

### Pro kyu
- Aleš Kubelka (5. dan aikikai)
- Jiří Novotný (5. dan aikikai)
- René Novotný (6. dan aikikai)
- Zdenko Reguli (6. dan aikikai)
- Michal Roder (4. dan aikikai)
- Roman Stoklasa (5. dan aikikai)
- Michal Šíp (4. dan aikikai)
- Martin Švihla (5. dan aikikai)
- Karel Trefný (3. dan aikikai)

### Zkoušející ČFAI pro zkoušky 6. kjú a Danové Technické Stupně
- Zdeněk Brátka	(1. dan aikikai)
- Petr Dražan (3. dan aikikai)
- Jan Leišner (2. dan aikikai)
- Michal Padělek (2. dan aikikai)
- Michal Šimera	(2. dan aikikai)
- Milan Valent (3. dan aikikai)

## Cíle a činnost
Cílem ČFAI je podporovat a rozvíjet bojové umění aikido jako morální a fyzickou disciplínu vytvořenou Moriheiem Uešibou z různých tradičních bojových umění a na základě jeho vlastního duchovního poznání.
ČFAI podporuje a koordinuje studium a vzdělávání v aikido formou studijních programů, stáží, seminářů, škol i veřejně přístupných ukázek. Podporuje aikidistické kluby, oddíly i jednotlivce.
Dále publikuje učební a propagační materiály, organizuje propagační akce a podporuje spolupráci a výměnu informací s jednotlivci i organizacemi, které se zabývají podobnou nebo stejnou aktivitou.
ČFAI je sdružením klubů, oddílů a dalších členů a čestných členů praktikujících aikido v těchto klubech.

## Shihanové
Hlavním Shihanem v ČFAI je Shihan Frank Noel sensei (7. dan), ale jezdit učit na stáže k nim jezdí i Shihanové: Shihan Jan Nevelius sensei (7.dan), Shihan Joel Roche  sensei (7.dan), Shihan Endo Seishiro sensei (8.dan), Shihan Gaston Nicolessi  sensei (6.dan).